# Entidade (segurança computacional)
Uma entidade em segurança de computadores é uma entidade que pode ser autenticada por um sistema de computador ou rede. É referido como uma entidade de segurança nas literaturas de Java e Microsoft.
Entidades podem ser pessoas, computadores, serviços, entidades computacionais, como processos e threads, ou qualquer grupo de tais coisas. Eles precisam ser identificados e autenticados antes de poderem receber direitos e privilégios sobre os recursos da rede. Um principal normalmente tem um identificador associado (como um identificador de segurança) que permite que ele seja referenciado para identificação ou atribuição de propriedades e permissões.